# Der Kongress der Pinguine
Der Kongress der Pinguine ist ein Dokumentarfilm des Schweizer Regisseurs Hans-Ulrich Schlumpf. In seinem essayistischen Film verbindet er Naturaufnahmen mit einem Aufruf zum Schutz der Antarktis.

## Inhalt
Der Erzähler gerät im Traum in eine Kolonie von Kaiserpinguinen, die sich neben Eisbergen in der Antarktis versammeln. Er deutet die Versammlung als einen Kongress der Pinguine und seine Aufgabe als die eines Übersetzers. Unter den Lauten vernimmt er das Wort «Grytviken». Der Ort Grytviken auf der Insel Südgeorgien entpuppt sich als Geistersiedlung von Walfängern. Alte Filmbilder im  Kino von Grytviken erwecken die Zeit um 1930, als Norweger dort die erlegten Wale verarbeiteten. Der Erzähler fühlt sich mitschuldig an der Ausbeutung, die zum Tod von 175'000 Walen und deren Ausrottung führte.
Auf einem Forschungsschiff fährt er zurück auf den Kontinent Antarktika und bittet den Kongress der Pinguine um Verzeihung. Er beteuert, das Schiff käme im Interesse der Pinguine. Doch diese scheinen weiter beunruhigt zu sein und beklagen sich über neue Flugzeugpisten. Auch Forschungen zum Ozonloch belasteten die Umwelt, stellt der Erzähler fest.
Er sucht einen Ausweg aus seiner Verzweiflung. Durch einen Schneesturm hindurch gelangt er zu einem Forscherteam, das mitten in der Eiswüste bohrt. In den Eisbohrkernen lesen sie Klimadaten wie aus einem Buch, ein Chinese jedoch philosophiert wie die Pinguine über die Sprache der Eiskristalle. Der Erzähler versteht die Botschaft und löscht menschliche Spuren. Dann erwacht er aus seinem Traum.

## Hintergrund
Dreimal reiste das Filmteam auf dem Seeweg für Dreharbeiten in die Antarktis:
- Im November 1990 von Punta Arenas mit dem Forschungsschiff Polarstern zur Georg-von-Neumayer-Station. Unterwegs wurden die ozeanografischen Arbeiten und einzelne Kaiserpinguine im Packeis gedreht.
- Im März 1991 mit einer Segeljacht von Punta Arenas nach Südgeorgien. Dort entstanden Steadicam-Aufnahmen in den ehemaligen Walfabriken, unter anderem in Grytviken und Husvik, sowie Tieraufnahmen mit Königspinguinen, Eselspinguinen, See-Elefanten und Pelzrobben.
- Im November 1992 von Hobart mit einem australischen Schiff zur Casey-Station. Es entstanden Aufnahmen mit Adeliepinguinen. Im Law Dome wurde eine Eisbohrung gefilmt.

Für die bis dahin fehlenden Aufnahmen von der Versammlung der Kaiserpinguine überwinterte Biologe Luc Jacquet 1992/93 in der Dumont-d’Urville-Station. Jacquet wurde später zum Tierfilmer und feierte 2006 mit Die Reise der Pinguine einen Kinoerfolg.

## Auszeichnungen
- Qualitätsprämie der Schweizerischen Eidgenossenschaft
- Zürcher Filmpreis
- Goldener MediaNet Award, München 1994